# Chloreuptychia tolumnia
Chloreuptychia tolumnia är en fjärilsart som beskrevs av Jean Baptiste Godart 1823. Chloreuptychia tolumnia ingår i släktet Chloreuptychia och familjen praktfjärilar. Inga underarter finns listade i Catalogue of Life.

## Bildgalleri

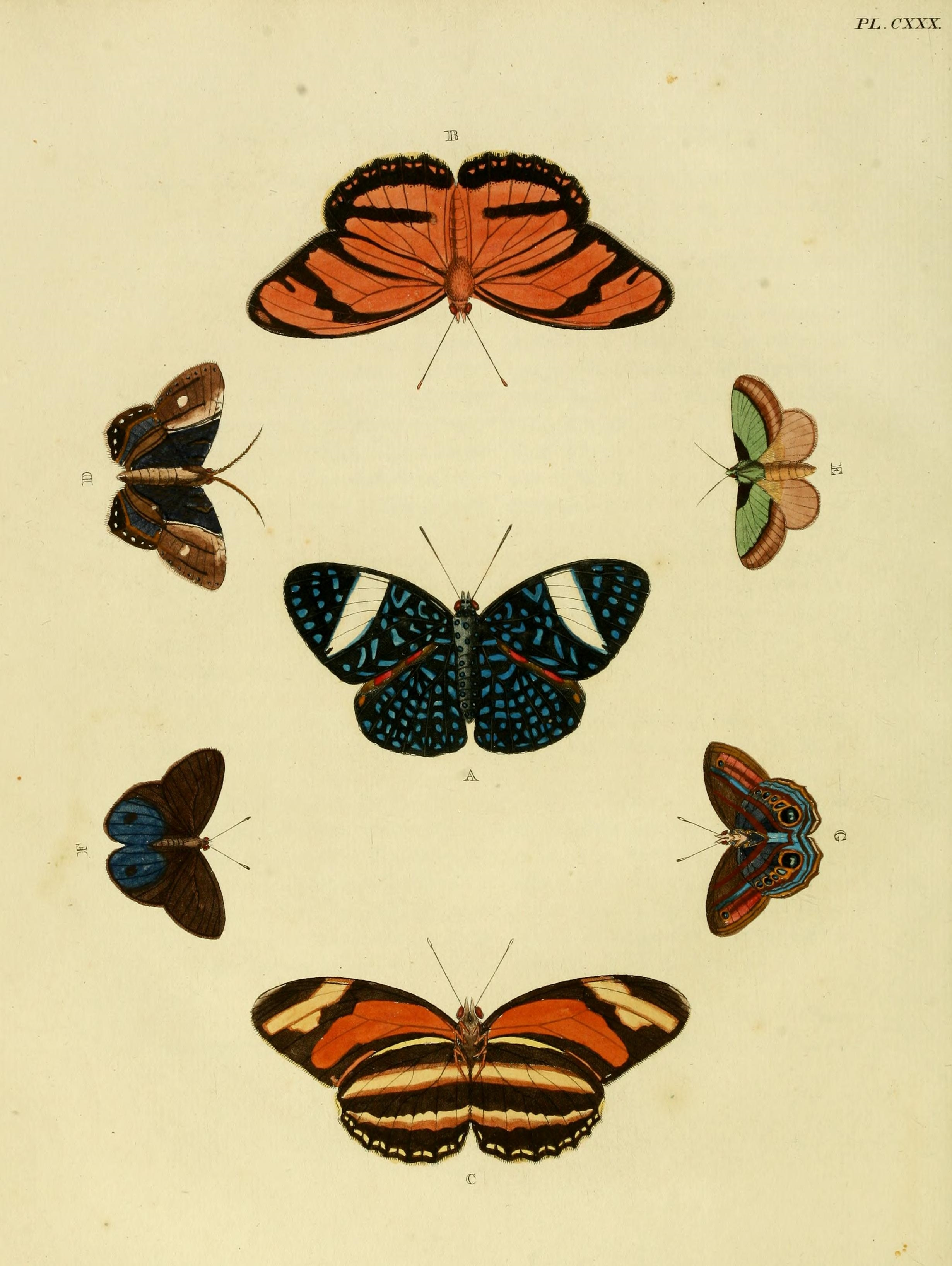